# بلال حسنی
بلال حسنی (انگلیسی: Bilal Hassani؛ زادهٔ ۹ سپتامبر ۱۹۹۹) خواننده و یوتیوبر فرانسوی است. او با ترانهٔ پادشاه نمایندهٔ فرانسه در مرحله نهایی مسابقه آواز یوروویژن ۲۰۱۹ بود.